# Joe Steele
Joseph A. E. „Joe“ Steele (* 17. Dezember 1899 in Savannah; † 5. Februar 1964 in New York City) war ein US-amerikanischer Jazzpianist und Arrangeur.
Steele stammte aus Savannah, studierte am New England Conservatory und hatte in den 1920er Jahren in New York eine Band, der u. a. Ward Pinkett, Langston Curl, Bubber Miley, Johnny Hodges und Harry Carney angehörten.  1926 war er als Pianist bei Aufnahmen der Savoy Bearcats beteiligt. 1929 hatte er ein Engagement im Bamboo Inn in Harlem und nahm für Victor mit Musikern wie Wendell Culley und Jimmy Archey vier Plattenseiten auf, darunter seine Komposition Coal Yard Shuffle und Top and Bottom, benannt nach Ward Pinketts bevorzugtem Drink. Von 1932 bis 1936 war er als Pianist und Arrangeur im Orchester von Chick Webb tätig. 1931 trat Steele in Lew Leslies Musikrevue Rhapsody in Black in Boston auf. Er arrangierte außerdem für Duke Ellington, Fletcher Henderson, Paul Whiteman und Cab Calloway. In späteren Jahren lebte er bis zu seinem Tod 1964 in New York City; es entstanden jedoch keine weiteren Aufnahmen.

## Diskographische Hinweise
- Chick Webb and Ella Fitzgerald – Princess of the Savoy (1936-1939) (MCA Records, ed. 1980)
- Various – 1930s Jazz Big Bands (Columbia, ed. 1987)